# Suganikash
Suganikash (nep. सुगानिकश) – gaun wikas samiti w środkowej części Nepalu w strefie Dźanakpur w dystrykcie Dhanusa. Według nepalskiego spisu powszechnego z 2011 roku liczył on 732 gospodarstwa domowe i 4179 mieszkańców (2185 kobiet i 1994 mężczyzn).